# Saint-Aulaye-Puymangou
Saint-Aulaye-Puymangou é uma comuna francesa na região administrativa da Nova Aquitânia, no departamento da Dordonha. Estende-se por uma área de 46.00 km². Em 2010 a comuna tinha 1 446 habitantes (densidade: 31,4 hab./km²).
Foi criada em 1 de janeiro de 2016, a partir da fusão das antigas comunas de Saint-Aulaye e Puymangou.